# Multifilmes
Multifilmes foi uma empresa brasileira produtora de filmes.

## História

### Surgimento e planejamento
Esse empreendimento foi construído em 1952 pelo paulista Anthony Assunção, fazendeiro e proprietário de duas indústrias: uma de rádios e outra de refrigerantes. Para a construção dessa empresa, foi necessário que o italiano Mário Civelli, produtor egresso de Maristela, investisse junto com Anthony na indústria de cinema.
Os investidores escolheram um local estratégico para construir os estúdios de gravação, pois quando construíram em Mairiporã, a Rodovia Fernão Dias estava em construção, no entanto, a entrega da obra concluída prevista para 1954, só foi realizada em 1960.
Com o planejamento de produzir de produzir dez filmes no primeiro ano de funcionamento da companhia para em anos seguintes aumentar essa marca, a empresa não conseguiu atingir a marca planejada por falta de empréstimo do Banco do Brasil e do Banespa, e pelo alto custo de "Destino em apuros" que foi de Cr$6 milhões e foi desativada em 1954.(Caraça 2018, p. 22)

### Estrutura
Com investimento de cerca de 25 milhões de cruzeiros, a Multifilmes foi construída em um terreno de 50 mil m² localizado em Mairiporã, na Serra da Cantareira.
A empresa contava ainda com aproximadamente 200 empregados, 25 edifícios, quatro grandes palcos de filmagem, um laboratório fotográfico, departamentos de maquilagem, cenografia, som, marcenaria, oficinas e garagens próprias, uma frota de veículos bem equipada, bar e restaurante, camarins, fábrica de refletores, duas câmeras Mitchell, uma Super-Parvo Debrie, duas Arriflex com todos os acessórios, carrinhos para interior e exterior, refletores para preto e branco e arcos para cor, grupos de geradores e conversores.

## Filmes

### Produzidos
| - "Modelo 19", Armando Couto, 1952; - "Destino em apuros", Ernesto Remani, 1953; - "O homem dos papagaios", Armando Couto, 1953; | - "Fatalidade", Jacques Maret, 1953; - "Uma vida para dois", Armando de Miranda, 1953; - "A Sogra", Armando Couto, 1954; - "Fortunas escondidas", H. B. Corell, 1954; | - "Chamas no cafezal", José Carlos Burle, 1954; - "O craque", José Carlos Burle, 1954; - "A outra face do homem", J. B. Tanko, 1954 (Caraça 2018, p. 18). |

### A cor em ação
A Multifilmes foi a primeira produtora no lançamento de filmes a cores no Brasil. porém foi justamente seu pioneirismo que custou a empresa. 
A produtora lançou em colorido o filme "Destino em apuros", que como os negativos em cores precisavam ser revelados nos Estados Unidos, o filme custou 5 milhões de cruzeiros, valor muito superior ao estipulado para a conclusão da obra. Além disso, como havia sido revelado em laboratório estrangeiro, o Departamento de Censura não concedeu o certificado de filme brasileiro, o que gerou inúmeras despesas e fez com que a obra não conseguisse recuperar nas bilheterias o dinheiro que fora investido em sua produção.